# Pecangaan (Batangan)
Pecangaan is een bestuurslaag in het regentschap Pati van de provincie Midden-Java, Indonesië. Pecangaan telt 1040 inwoners (volkstelling 2010).